# لوری کلارک
لوری کلارک (به انگلیسی: Lori A. Clarke) یک دانشمند علوم کامپیوتر و استاد دانشگاه است.

## زندگی و تحصیلات
لوری کلارک در نیویورک متولد و در این شهر بزرگ شد. او برای تحصیل به دانشگاه روچستر رفت و لیسانس خود را در رشته ریاضیات از این دانشگاه در سال ۱۹۶۹ دریافت کرد. او دکترایش را در رشته کامپیوتر در سال ۱۹۷۶ از داشگاه کلرادو دریافت کرد.

## کار
لوری کلارک از سال ۱۹۷۶ به عنوان استاد مشاور در رشته کامپیوتر در دانشگاه ماساچوست امهرست تدریس می‌کند. او سپس به عنوان استادیار در سال ۱۹۸۱ انتخاب شد و از سال ۱۹۸۶ به عنوان استاد در دانشگاه فعالیت دارد.

## جوایز
لوری کلارک این جوایز را دریافت کرده است:
- جایزه IEEE در سال ۲۰۱۱
- جایزه ACM SIGSOFT در سال ۲۰۱۱
- جایزه ACM SIGSOFT در سال ۲۰۰۲